# Itame wauaria
Itame wauaria là một loài bướm đêm trong họ Geometridae.